# Benthosema pterotum
Benthosema pterotum е вид лъчеперка от семейство Myctophidae. Видът не е застрашен от изчезване.

## Разпространение и местообитание
Разпространен е в Австралия, Бангладеш, Виетнам, Йемен, Индия, Индонезия, Иран, Кения, Китай, Мианмар, Мозамбик, Оман, Пакистан, Папуа Нова Гвинея, Провинции в КНР, Сомалия, Тайван, Тайланд, Танзания, Филипини, Хонконг и Япония.
Среща се на дълбочина от 10 до 1450 m.

## Описание
На дължина достигат до 7 cm.